# Jean Parédès
Pour les articles homonymes, voir Paredes.
Jean Parédès, né le 17 octobre 1914 à Pusignan (Rhône) et mort le 13 juillet 1998 à La Seyne-sur-Mer (Var), est un comédien et fantaisiste français.

## Biographie
Jean Parédès a commencé sa carrière dans la chanson et l’opéra-comique. Il a appartenu à la troupe Renaud-Barrault et joué dans de nombreuses comédies, dont La Vie parisienne et La Cuisine des anges. Préférant le théâtre au cinéma, où il était catalogué parmi les comiques, il a participé à une centaine de films, dont Jacques le Fataliste, L'Assassinat du Père Noël et Fanfan la Tulipe. Pour son dernier rôle au cinéma, en 1987, il est un chapelain dans le film Chouans ! de Philippe de Broca.

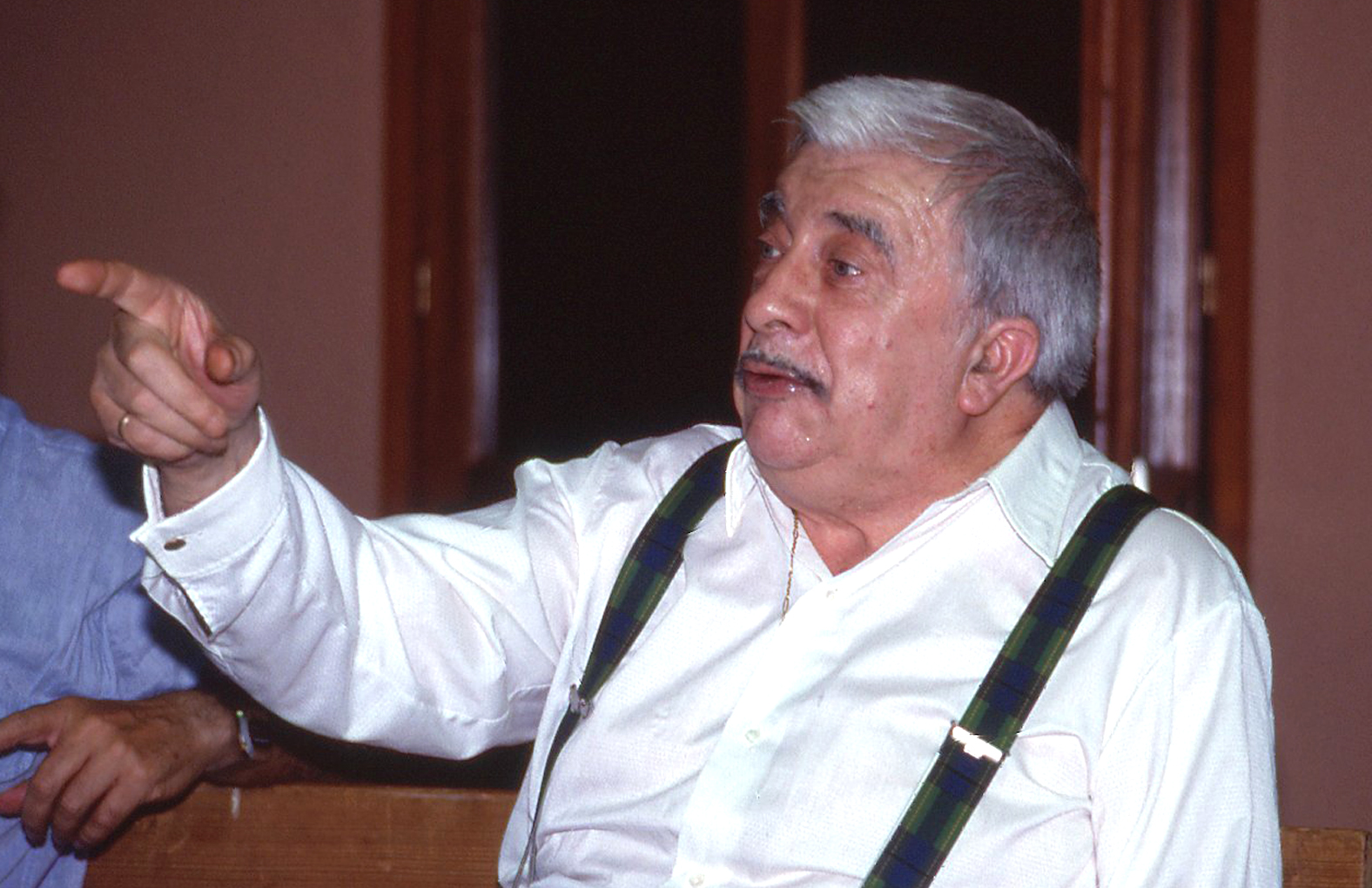
Jean Parédès en 1989.

Il est enterré au cimetière communal de son village natal, Pusignan.

## Filmographie
- 1938 : Le Veau gras de Serge de Poligny : le garçon de café
- 1939 : Trois de Saint-Cyr de Jean-Paul Paulin : M. Bréval
- 1939 : La Charrette fantôme de Julien Duvivier : un salutiste
- 1939 : Les Musiciens du ciel de Georges Lacombe
- 1939 : La Nuit de décembre de Curtis Bernhardt
- 1941 : L'Assassinat du Père Noël de Christian-Jaque : Kappel, le sacristain
- 1941 : Caprices de Léo Joannon : Constant
- 1941 : La Nuit fantastique de Marcel L'Herbier : Cadet
- 1941 : Premier Rendez-vous d'Henri Decoin : Max de Vatremont
- 1942 : Le Camion blanc de Léo Joannon : Ernest
- 1942 : Lettres d'amour de Claude Autant-Lara : Désiré Ledru
- 1942 : Signé illisible de Christian Chamborant : Robert Bigard
- 1942 : La Vie de bohème de Marcel L'Herbier : le vicomte
- 1943 : L'aventure est au coin de la rue de Jacques Daniel-Norman : Paul Roulet
- 1943 : Bonsoir mesdames, bonsoir messieurs de Roland Tual : Zéphyr
- 1945 : 120, rue de la Gare de Jacques Daniel-Norman : Marc Covet
- 1945 : L'Extravagante Mission d'Henri Calef : Hippolyte Castrito
- 1945 : Trente et quarante de Gilles Grangier : M. Leprince
- 1946 : Coïncidences de Serge Debecque : Montboron
- 1946 : Le Village de la colère de Raoul André : M. Mascaret
- 1947 : Le Diamant de cent sous de Jacques Daniel-Norman : Charles
- 1947 : Une nuit à Tabarin de Carl Lamac : Jean
- 1948 : Cité de l'espérance de Jean Stelli : Albaric
- 1948 : Ma tante d'Honfleur de René Jayet : Adolphe
- 1948 : Scandale aux Champs-Élysées de Roger Blanc : Étienne
- 1948 : Toute la famille était là de Jean de Marguenat : Victor
- 1949 : L'Auberge du péché de Jean de Marguenat : Jacques
- 1949 : Mademoiselle de La Ferté de Roger Dallier : Barradère
- 1949 : Une nuit de noces de René Jayet : Gaston
- 1949 : Le Trésor des Pieds Nickelés de Marcel Aboulker : Filochard
- 1949 : Mieux vaut en rire de Claude Cariven - court métrage -
- 1949 : Les Petites Annonces matrimoniales de Claude Barma - court métrage : le mari modèle
- 1950 : Sans tambour ni trompette de Roger Blanc : le fou
- 1950 : Et moi j'te dis qu'elle t'a fait de l'œil de Maurice Gleize : Yves Ploumanach
- 1950 : Le Gang des tractions-arrière de Jean Loubignac : Ernest Michaux
- 1950 : Une fille à croquer de Raoul André : le fou
- 1951 : Le Chéri de sa concierge de René Jayet : Eugène Crochard
- 1952 : Les Deux Monsieur de Madame de Robert Bibal : Adolphe Gatouillat
- 1952 : Fanfan la Tulipe de Christian-Jaque : le capitaine de La Houlette
- 1952 : Adorables Créatures de Christian-Jaque : le maître d'hôtel
- 1952 : Les Belles de nuit de René Clair : Paul, le pharmacien
- 1952 : La Dame aux camélias de Raymond Bernard : le comte Varville
- 1952 : Les femmes sont des anges de Marcel Aboulker : Philogène
- 1952 : Légère et court vêtue de Jean Laviron : Gaëtan
- 1952 : Plaisirs de Paris de Ralph Baum : Albert
- 1952 : Le Plus Heureux des hommes d'Yves Ciampi : François Lombard
- 1953 : Les Trois mousquetaires d'André Hunebelle : le comte de Wardes
- 1954 : L'Air de Paris de Marcel Carné : Jean-Marc, le couturier
- 1954 : Après vous, duchesse de Robert de Nesle : Jeff
- 1954 : Cadet Rousselle d'André Hunebelle : le général
- 1955 : French Cancan de Jean Renoir : Coudrier
- 1954 : Madame du Barry de Christian-Jaque : M. Lebel, le surintendant des plaisirs du roi
- 1955 : Si Paris nous était conté de Sacha Guitry : le médecin
- 1956 : Michel Strogoff de Carmine Gallone : Alcide Jolivet
- 1956 : La Famille Anodin (série télévisé)
- 1957 : L'amour est en jeu de Marc Allégret : M. de Bérimont
- 1957 : Filous et Compagnie de Tony Saytor : Guillaume Donzin
- 1957 : La Garçonne de Jacqueline Audry : Edgar Lair
- 1957 : La Tour, prends garde ! de Georges Lampin : Taupin
- 1958 : Oh ! Qué mambo de John Berry : Nikita, l'impresario
- 1958 : Messieurs les ronds-de-cuir d'Henri Diamant-Berger : Gorguchon, le chapelier
- 1959 : Minuit treize (pour la télévision) de Jean Vernier
- 1960 : Le Panier à crabes de Joseph Lisbona
- 1960 : Les Moutons de Panurge de Jean Girault
- 1961 : Les Petits Matins ou Mademoiselle stop de Jacqueline Audry : le maître d'hôtel
- 1962 : Du mouron pour les petits oiseaux de Marcel Carné : M. Fleurville, écrivain
- 1962 : Le Grand Duc et l'Héritière (Love is a ball) de David Swift : Freddie
- 1964 : La Ronde de Roger Vadim
- 1964 : Quoi de neuf, Pussycat ? (What's new Pussycat ?) de Clive Donner : Marcel
- 1964 : Commandant X - épisode : Le Dossier cours d'assises de Jean-Paul Carrère
- 1965 : Angélique et le Roy de Bernard Borderie  : M. de Saint-Amon
- 1965 : Le Lit à deux places de Jean Delannoy : l'antiquaire
- 1966 : Au théâtre ce soir : La Cuisine des anges d'Albert Husson, mise en scène Christian-Gérard, réalisation Pierre Sabbagh, théâtre Marigny
- 1967 : Jean de la Tour Miracle de Jean-Paul Carrère : Brantome
- 1967 : Les sept de l’escalier 15
- 1967 : Johnny Banco d'Yves Allégret : l'Anchois
- 1968 : Astérix et Cléopâtre de René Goscinny et Albert Uderzo - dessin animé : voix de Jules César
- 1968 : L'Arriviste de Marc Bernol - court métrage : Compère
- 1969 : La Fiancée du pirate de Nelly Kaplan : M. Paul
- 1970 : L'Homme qui vient de la nuit de Jean-Claude Dague : Patrick
- 1970 : Au verre de l'amitié de Claude Makovski - court métrage -
- 1971 : Papa les p'tits bateaux de Nelly Kaplan : le commissaire Duvalier
- 1973 : Au théâtre ce soir : La Tête des autres de Marcel Aymé, mise en scène Raymond Rouleau, réalisation Georges Folgoas, théâtre Marigny
- 1973 : Q de Jean-François Davy : le premier ministre
- 1974 : Malaventure ép. « Monsieur seul » de Joseph Drimal
- 1974 : Un curé de choc (26 épisodes de 13 minutes) de Philippe Arnal
- 1975 : Salvator et les Mohicans de Paris (d'après Alexandre Dumas), feuilleton télévisé de Bernard Borderie : Harel
- 1977 : D'Artagnan amoureux, mini-série de Yannick Andreï : Pélisson de Pélissard
- 1977 : Violette Nozière de Claude Chabrol  : le chanteur de la complainte
- 1977 : La Grande Cuisine (Who is killing the great chefs of Europe ?) de Ted Kotcheff : M. Brissac
- 1977 : Recherche dans l'intérêt des familles de Philippe Arnal, épisode : Fausse Manœuvre (TV)
- 1980 : La Banquière de Francis Girod : le directeur de la prison - "scène coupée au montage" -
- 1980 : Engrenage de Ghislain Vidal : Jacques Bohme
- 1982 : La Femme ivoire de Dominique Cheminal
- 1983 : Le Bourreau des cœurs de Christian Gion : Max
- 1983 : L'émir préfère les blondes d'Alain Payet : le propriétaire du cheval
- 1987 : Chouans ! de Philippe de Broca : le chapelain
- 1987 : Les Enquêtes du commissaire Maigret, épisode : Monsieur Gallet, décédé de Georges Ferraro (télévision)
- 1988 : M'as tu vu (épisode 1) de Jean-Michel Ribes (télévision)

## Théâtre

### Auteur
- 1958 : Les Parisiens d'Irène Strozzi & Jean Parédès, mise en scène Christian-Gérard, théâtre de l'Œuvre

### Comédien
- 1939 : Ondine de Jean Giraudoux, mise en scène Louis Jouvet, théâtre de l'Athénée
- 1941 : Les Jours de notre vie de Leonid Andreïev, mise en scène Raymond Rouleau, théâtre Saint-Georges
- 1941 : Échec à Don Juan de Claude-André Puget, mise en scène Alice Cocéa, Théâtre des Ambassadeurs
- 1943 : À la gloire d'Antoine de Sacha Guitry, théâtre Antoine
- 1943 : Voulez-vous jouer avec moâ ? de Marcel Achard, mise en scène Pierre Brasseur, théâtre des Bouffes-Parisiens
- 1946 : Charivari Courteline pièces de Georges Courteline, mise en scène Jean Mercure, Théâtre des Ambassadeurs
- 1946 : Huon de Bordeaux d'Alexandre Arnoux, mise en scène Georges Douking, Théâtre Pigalle
- 1949 : La Tentation de Tati[1] de Jean Schlumberger, mise en scène Jean Mercure, théâtre Edouard VII
- 1952 : La Cuisine des anges d'Albert Husson, mise en scène Christian-Gérard, théâtre du Vieux-Colombier
- 1954 : La Condition humaine d'André Malraux, mise en scène Marcelle Tassencourt, théâtre Hébertot
- 1954 : Unique représentation de Jules César de William Shakespeare, mise en scène par Jean Renoir dans les Arènes d'Arles
- 1955 : Nekrassov de Jean-Paul Sartre, mise en scène Jean Meyer, théâtre Antoine
- 1955 : Les Amants novices de Jean Bernard-Luc, mise en scène Jean Mercure, théâtre Montparnasse
- 1957 : Hibernatus de Jean Bernard-Luc, mise en scène Georges Vitaly, théâtre de l'Athénée
- 1957 : La Nuit des Rois de William Shakespeare, mise en scène Georges Douking, Festival des Nuits de Bourgogne Beaune
- 1958 : La Cuisine des anges d'Albert Husson, mise en scène Christian-Gérard, théâtre des Bouffes-Parisiens
- 1959 : La Vie parisienne de Jacques Offenbach, livret d'Henri Meilhac et Ludovic Halévy, mise en scène Jean-Louis Barrault, théâtre du Palais-Royal
- 1960 : Rhinocéros d'Eugène Ionesco, mise en scène Jean-Louis Barrault, Odéon-Théâtre de France
- 1960 : La Cerisaie d'Anton Tchekhov, mise en scène Jean-Louis Barrault, Odéon-Théâtre de France
- 1960 : Jules César de William Shakespeare, mise en scène Jean-Louis Barrault, Odéon-Théâtre de France
- 1961 : Mais n'te promène donc pas toute nue ! de Georges Feydeau, mise en scène Jean-Louis Barrault, Odéon-Théâtre de France
- 1961 : Le Voyage de Georges Schehadé, mise en scène Jean-Louis Barrault, Odéon-Théâtre de France
- 1961 : Les Précieuses ridicules de Molière, Odéon-Théâtre de France
- 1961 : Coralie et Compagnie de Maurice Hennequin et Albin Valabrègue, mise en scène Jean Le Poulain, théâtre Sarah Bernhardt
- 1962 : La Vie parisienne de Jacques Offenbach, livret d'Henri Meilhac et Ludovic Halévy, mise en scène Jean-Louis Barrault, Odéon-Théâtre de France
- 1963 : Le Piéton de l'air d'Eugène Ionesco, mise en scène Jean-Louis Barrault, Odéon-Théâtre de France
- 1963 : Tricoche et Cacolet d'Henri Meilhac et Ludovic Halévy, mise en scène Jacques Charon, Odéon-Théâtre de France
- 1965 : Secretissimo de Marc Camoletti, mise en scène Jacques Charon, Théâtre des Ambassadeurs
- 1965 : Les Barbares de Jacques Bedos, mise en scène Frédéric Valmain, théâtre Charles de Rochefort
- 1966 : La guerre de Troie n'aura pas lieu de Jean Giraudoux, mise en scène Jean Darnel, Théâtre de la Nature Saint-Jean-de-Luz
- 1966 : On ne badine pas avec l'amour d'Alfred de Musset, mise en scène Jean Darnel, Festival de l'Emperi Salon-de-Provence
- 1966 : La Polka des lapins de Tristan Bernard, mise en scène Nicole Anouilh, théâtre Édouard VII
- 1968 : Biedermann et les incendiaires de Max Frisch, mise en scène Bernard Jenny, théâtre du Vieux Colombier
- 1968 : La guerre de Troie n'aura pas lieu de Jean Giraudoux, mise en scène Jean Darnel, théâtre antique d'Arles
- 1968 : Le Boulanger, la Boulangère et le Petit Mitron de Jean Anouilh, mise en scène Jean Anouilh et Roland Piétri, Comédie des Champs-Élysées
- 1970 : L'Amour masqué de Sacha Guitry et André Messager, mise en scène Jean-Pierre Grenier, théâtre du Palais-Royal
- 1970 : Ne réveillez pas Madame de Jean Anouilh, mise en scène de l'auteur et Roland Piétri, Comédie des Champs-Élysées
- 1972 : Le Directeur de l'Opéra de Jean Anouilh, mise en scène de l'auteur et Roland Piétri, Comédie des Champs-Élysées
- 1975 : Intermezzo de Jean Giraudoux, mise en scène Jean-Pierre Laruy, Festival de Bellac
- 1976 : La Dame de chez Maxim de Georges Feydeau, mise en scène Jean Meyer, théâtre des Célestins
- 1976 : Amphitryon 38 de Jean Giraudoux, mise en scène Jean-Laurent Cochet, théâtre Édouard VII
- 1977 : La Dame de chez Maxim de Georges Feydeau, mise en scène Jean Meyer, théâtre des Célestins
- 1977 : Topaze de Marcel Pagnol, mise en scène Jean Meyer, théâtre des Célestins, théâtre Saint-Georges
- 1977 : Les Femmes savantes de Molière, mise en scène Jean Meyer, théâtre des Célestins
- 1978 : Les Plaideurs de Racine, mise en scène Jean Meyer, théâtre des Célestins
- 1978 : Vingt-neuf degrés à l'ombre de Eugène Labiche, mise en scène Jean Meyer, théâtre des Célestins
- 1978 : Intermezzo de Jean Giraudoux, mise en scène Jean Meyer, théâtre des Célestins
- 1980 : Siegfried de Jean Giraudoux, mise en scène Georges Wilson, théâtre de la Madeleine
- 1980 : La Mémoire courte d'Yves Jamiaque, mise en scène Jean-Luc Moreau, théâtre de la Madeleine
- 1985 : Topaze de Marcel Pagnol, mise en scène Jean Meyer, théâtre des Célestins
- 1985 : N'écoutez pas Mesdames de Sacha Guitry, mise en scène Pierre Mondy, théâtre des Variétés, théâtre du Palais-Royal en 1986
- 1988 : La Foire d'empoigne de Jean Anouilh, mise en scène Nicole Anouilh, théâtre de la Madeleine

## Discographie
- 1956 : La Vie parisienne d'Offenbach, Philips
- 1977 : J'ai perdu ma chute (générique de l'émission de télévision Alors, raconte), Vogue